# Организация на ООН за наблюдение на спазването на примирието
Организацията на ООН за наблюдение на спазването на примирието в Близкия изток (на английски: United Nations Truce Supervision Organization – UNTSO) е основана на 29 май 1948 г.с цел поддържане на мира в Близкия изток. Първоначално нейната основна задача е осигуряване на военната командна структура на мироопазващите сили в Близкия изток, за да се даде възможност на миротворци да наблюдават и поддържат прекратяването на огъня, и ако се наложи подпомагане на страните при сключването на примирие и по-конкретно в надзора на прилагането и спазването на условията на тези споразумения. Командната структура на УНТСО подпомага по-късно появилите се мироопазващи организации на ООН в региона за Сили за наблюдение на ООН за прекратяване на военните действия (на английски United Nations Disengagement Observer Force – UNDOF) и Временни сили на ООН в Ливан – ЮНИФИЛ (на английски United Nations Interim Force in Lebanon – UNIFIL).

## Кратка история
През ноември 1947 г. Общото събрание на ООН одобрява план за разделянето на Палестина (тогава все още под Британски мандат) на арабска държава и еврейска държава, а Йерусалим е предвиден като международна зона под егидата на ООН. Планът не одобрен от палестинските араби и арабските държави и е само частично приет от Еврейската агенция за Палестина. На 14 май 1948 г.., Великобритания се отказва от мандата си над Палестина и създаването на Държавата Израел е провъзгласено от Давид Бен Гурион. На следващия ден, палестинските араби, подпомагани от арабските държави в региона обявяват война на новосъздадената еврейска държава.
На 14 май 1948 г. Асамблеята на ООН приема резолюция 186 (S-2), с която потвърждава подкрепата си за усилията на Съвета за сигурност за осигуряване на примирие в Палестина; с нея се назначава за посредник на ООН виконт Фолке Бернадот от Швеция. На 22 май 1948 г., Съветът за сигурност приема резолюция 49 (1948 г.), която призова за въздържане от всякакви враждебни военни действия в Палестина. В резолюцията страните се приканват да сътрудничат на посредника на ООН и да улесняват неговата задача.
На 29 май 1948 г., Резолюция 50 (1948 г.) на Съвета за сигурност, призова за прекратяване на военните действия в Палестина и решава, че примирието трябва да бъде наблюдавано от ООН посредника виконт Фолке Бернадот, със съдействието на група военни наблюдатели. Първата група военни наблюдатели, която става известна като Организация на ООН за наблюдение на спазването на примирието в Близкия Изток (УНТСО), пристигна в региона през юни 1948 г. Всички членове на делегацията са международни държавни служители с опит в Секретариата на ООН. Докато са на служба в Палестина, те трябва да продължат да носят униформата на United Nations guard. Военни наблюдатели на УНТСО остават в Близкия изток да съблюдават спазването на примирието и мирните преговори, да предотвратяват ескалиране на ситуацията от единични изолирани инциденти и да подпомагат други мироопазващи операции на ООН в региона.
За прилагане на първото от двете примирия, което трае четири седмици, ООН създава наблюдателна формация, чиито членове са от Белгия, Франция и Съединените щати. На 6 юли наблюдатели на ООН дават първата си жертва – френският комендант Rene Labarriere. Той е ранен в близост до град Афула и по-късно умира в еврейската болница в същия град. Labarriere е ранен, докато разследва предполагаемо нарушение на примирието от страна на израелски сили.. През 1949 г., военни наблюдатели на УНТСО продължават да упражняват надзор над мирното споразумение от 1949 г. между Израел и арабските му съседи, което в продължение на много години е основата на напрежението в целия регион.
Едномесечното примирие влиза в сила на 11 юни, 1948 г. На същия ден първата група от 36 наблюдатели (на УНТСО) пристига от Кайро, Египет. Примирие не трае дълго поради ескалации на насилието. В резултат на това, наблюдателите са изтеглени на 9 юли 1948 година.  Второто примирие, продължава неопределен период от време, е обявено от Съвета за сигурност на ООН на 15 юли 1948 година като се предвижда да влезе в действие на 18 юли 1948 година. С резолюция 54 на Съвета за сигурност посредникът е инструктиран да следи за спазването на примирието и да установи процедурите за разглеждане на твърдения за нарушаване на примирието от 11 юни 1948 г. Със същата резолюция се дават права на посредника да урежда нарушенията на примирието на местно равнище, доколкото това е в рамките на пълномощията му.
През есента на 1948 г., УНТСО е възстановена като се увеличава размера на наблюдателите с цел надзор на Второто примирие.
Първата група от наблюдатели, които ще служат в Палестина под ръководството на посредникът на ООН, Виконт Фолке Бернадот, пристига на остров Родос в 18:00ч. на 20 юли. Тя включва 41 американци и около 25 белгийци. Първоначалната група бързо се разраства до общо 93-ма члена поради огромна площ, която трябва да бъде покрита. Първоначално, командването се ръководи от началник на генералния щаб (военен офицер от една от участващите държави) в съответствие с ръководството на Посредника на ООН, (цивилен).
На 17 септември 1948 г., на посредника на ООН Виконт Фолке Бернадот, и полковник André Serot са убити от еврейски нападатели по време на официална обиколка в Йерусалим. Ralphe Bunche, ръководител на мисията на ООН в Палестина в писмото си до израелския външен министър Моше Шерток пише „... е престъпление срещу международната общност и нарушение на елементарен морал. Безопасността му, следователно, и тази на помощниците му в съответствие с обичайните правилата на ред и законност е отговорност на Временното правителство на Израел, чиито въоръжени сили и представители контролират и управляват този район. Този акт на насилие е нарушение на примирието в най-тежка степен, за което Временното правителство на Израел трябва да поеме изцяло отговорността.“. Временното израелското правителство не представя доклад пред Съвета за сигурност или на изпълняващия длъжността медиатор във връзка с напредъка на разследването на убийството на виконт Бернадот.
След убийството, преговорите между враждуващите страни се водят под ръководството на изпълняващия длъжността посредник Ralph Bunche. Общите споразумения за примирие (GАAs) са именно продукт на преговори, водени под неговото председателството.
Дейността на УНТСО е била и все още е разположена на територията на пет държави – Египет, Израел, Йордания, Ливан и Сирия. От създаването си УНТСО изпълнява ролята на наблюдател на мирните споразумения от 1949 г. и спазването на прекратяването на огъня в района на Суецкия канал и Голанските възвишения, резултат от Шестдневната война през юни 1967 година.
На 11 август 1949 г. е взето решение на Съвета за сигурност, че функциите на медиаторите за спазването на прекратяването на огъня трябва се поема от началника на генералния щаб на УНТСО.

## Седалище
Първоначалното седалище на Организация на ООН за наблюдение на спазването на примирието в Близкия изток се намира в Кайро. Скоро след създаването си то е преместено в Хайфа (британски анклав по това време), след подновяване на боевете в района е евакуирано на 9 юли 1948 г. Със завръщането на умиротворителните сили на ООН в Израел на 21 юли 1948 г., седалището на УНТСО е преместено за трети и последен път на 7 октомври 1948 г. в Йерусалим.
Организация на ООН за наблюдение на спазването на примирието в Близкия изток има офиси в Бейрут и Дамаск.

### Държави членки
Държавите, които допринасят с военни сили към Организация на ООН за наблюдение на спазването на примирието в Близкия изток са: Аржентина, Австралия, Австрия, Белгия, Дания, Естония, Ирландия, Италия, Канада, Китай, Непал, Нова Зеландия, Норвегия, Русия, САЩ, Словения, Словакия, Финландия, Франция, Холандия, Чили, Швеция и Швейцария.

#### Международен ден на мироопазващите сили на ООН
През 2002 г. Общото събрание на ООН обяви 29 май за международен ден на мироопазващите сили на ООН. 
Преди 60 години на тази дата Съвета по сигурност на ООН основава първата си мироопазваща операция – Организация на ООН за наблюдение на спазването на примирието в Близкия изток (УНТСО). Този ден има за цел да отдаде почит на всички мъже и жени, които служат в мироопазващите операции на ООН и да почете паметта на загубилите живота си в името на мира.

## Развитие на организацията през годините
След войните от 1948, 1956, 1967 и 1973 г., функцията на наблюдателите се променя и адаптира към променящата се среда, но те остават в района в качеството си на посредници между враждуващите страни и като средство, чрез което изолирани инциденти могат да бъдат овладени и да се предотврати прерастването им в по-сериозни конфликти.

### Преди 1949

#### Резолюция 181
На 29 ноември 1947 г. Общото събрание на ООН приема Резолюция 181 относно „Бъдещата конституцията и правителството на Палестина“, което се уточнява в „план за разпределение с Икономическия съюз“. Резултатът от гласуването е 33 гласа „за“, 13 „против“ и 10 „въздържали“ се  Докладът се състои от четири части.:
•	Бъдеща конституция и правителство в Палестина
•	граници
•	Йерусалим
•	Капитулации
Според Резолюция 181 създаването на арабска и еврейска държави може да стане два месеца след края на Британския мандат в Палестина (1 август 1948 г.) и не по-късно до 1 октомври същата година., с Йерусалим като corpus separatum под международен режим, който да се прилага от ООН. Планът също така включва мерки, които трябва да бъдат взети преди обявяването на независимостта, в това число въпроси относно гражданството, транзита, икономическия съюз между двете държави, достъпът до Светите места и религиозни и малцинствени права.

#### Резолюции от 42 до 46
С увеличаване на безредиците в Палестина Съветът за сигурност гласува и приема Резолюция 42 от 5 март 1948 г., с нея той апелира към всички правителства и народи, особено в и около Палестина, да предприемат всички възможни действия за предотвратяване или намаляване на безредиците, които се случват в района. Съвета за попечителство решава на 10 март 1948 г. с Резолюция 32 (II) че статутът на Йерусалим е в задоволителна форма и е съгласен, че въпросът за официалното му одобрение, заедно с назначаването на губернатор на града, ще се вземат на следващо заседание, което трябва да се проведе не по-късно от седмица преди 29 април 1948 г., крайният срок, даден на Съвета от Общото събрание (на 21 април 1948 г. Съветът за попечителство предава резолюцията заедно с Проект на статута на Общото събрание).
Положението в Палестина е дори още по-хаотично, когато Съветът за сигурност среща на 1 април 1948 г. и прием Резолюция 43 (1948 г.), която призовава за „незабавно примирие в Палестина“ и призовава „Еврейската агенция за Палестина и на Висшия арабски комитет да излъчи представителите, които да са на разположение на Съвета за сигурност, с цел организиране на временно примирие между арабската и еврейската общности в Палестина. Резолюцията подчертава тежката отговорност, която ще падне върху всяка от страните при неспазване това примирие“.

Съветът за сигурност приема Резолюция 44 (1948 г.). Позоваване на член 20 от Хартата на ООН от 1 април 1948 г. когато Съветът за сигурност иска от Генералния секретар да свика специална сесия на Общото събрание да разгледа по-задълбочено бъдещето на управлението на Палестина.

До 17 април 1948 г. положението в Палестина се влошава допълнително и Съветът за сигурност приема Резолюция 46 (1948), с която призовава всички лица и организации в Палестина да прекратят незабавно всички дейности от военен и паравоенен характер, както и актовете на насилие, тероризъм и саботаж; да се въздържат от всякакви действия, застрашаващи безопасността на Светите места в Палестина, както и действия, които биха могли да затруднят достъпа до тях; да се въздържат от вноса или придобиването на оръжия както и от оказване на съдействие или поощряване на внасянето и придобиването им (оръжейно ембарго). Съвета също така изисква от правителството на Обединеното кралство да наблюдава и контролира изпълнението на тези мерки и да информира Съвета за сигурност и Общото събрание относно положението в Палестина.
Общото събрание се събира за втората си специална сесия между 16 април и 14 май 1948 г., по време на която се разглежда работен документ, представен от Съединените американски щати (САЩ) относно въпроса за „Попечителството на Палестина“, на който се противопоставят както Съветския съюз (СССР), така и „Еврейската агенция“.

#### Резолюция 185 – Йерусалим
Събранието приема Резолюция 185 (S-2) от 26 април 1948 г., искайки от Съвета за попечителство да проучи мерки за защита на Йерусалим, жителите му и да представи предложения пред Общото събрание.

#### Резолюции 186 и 187 – назначаване на виконт Фолке Бернадот
На 14 май 1948 г. Общото събрание на ООН приема резолюция 186 (S-2), с която потвърждава подкрепата си за усилията на Съвета за сигурност за осигуряване на примирие в Палестина; решава да назначи посредник на ООН в Палестина и определя функциите му; и освобождава Комисията за Палестина от по-нататъшно упражнение на задълженията ѝ съгласно Резолюция 181 (II). Виконт Фолке Бернадот от Швеция се назначава медиатор. След получаване на предложения от Съвета за попечителство, Общото събрание приема Резолюция 187 (S-2), с препоръка към Британския мандат за назначаването на специален комисар за Йерусалим.
На 14 май 1948 г., Еврейската държава – Израел е провъзгласена, един ден преди Британския мандат да изтече и секунди преди Общото събрание на ООН да започне обсъждането на резолюция, която съдържа основната идеята на САЩ за Попечителството на Палестина. Правителствата на САЩ и СССР признават новосъздадената Еврейската държава. Само няколко часа след обявяването на независимост на Израел, тя е нападната от съседните ѝ арабски държави.
В периода от август 1949 г. до юни 1956 г. работа на УНТСО първоначално е хаотична, но бързо става рутинна. Тя е предимно свързана с проверки на жалби по йорданския, египетския, сирийския и ливанския фронтове. От начало персонала на ООН успява да се справя с жалбите за нарушаване на „Примирието“ на местно ниво., но с течение на времето броят на жалбите излиза извън контрол и независимо от усилената работа и искрените намерения на УНТСО интензивността на случаите на насилие се увеличава. GАAs са набързо изготвени в очакване на ранен мир в съответствие на плана за разделение на Палестина от 1947 г. като основна цел е незабавното прекратяване на кръвопролитията.В резултат на това временните граници са очертани, без да се вземат предвид съществуващите граници на селищата или водните права. Сключените споразумения са от чисто военен характер и имат за цел да създадат преходен етап между прекратяването на огъня и окончателния мир. В действителност те представляват споразумения за ненападение за неопределен срок, но не съдържат клаузи за установяване на нормални отношения между съседните страни. Очертаните по време на примирията линии не следват бойните такива в нито един от случаите, особено по сирийската граница. В случая с египетската граница Израел продължава настъплението си на юг и стига до Ум Рашраш (Ейлат) през март, след като е подписано на споразумение за примирие между Израел и Египет на 24 февруари 1949 година. Това предизвика разногласия относно установяването на границите. Приносът към постигането на мирно съществуване от Смесени помирителни комисии (на английски Mixed Armistice Commissions или МACs) е ограничен от санкциите, които те са в състояние да прилагат. За около 18 години (от 1949 г. до след войната от 1967 г.), липсата на хармония в рамките на комисиите е характерно за съществуващите взаимоотношение между страните в региона. С изключение на Израело-ливансата комисия, споровете и неразбирателства са нещо обичайно в отношенията между Израел и съседите ѝ.
Помирителните комисии са много различни една от друга. Може да се твърди, че те представляват четири уникални мироопазващи мисии под егидата на УНТСО. Споровете относно Израело-сирийска смесена помирителна комисията (на англ. Israel/Syria Mixed Armistice Commission или ISMAC), се фокусира върху най-ценната в Близкия изток стока – водата и около суверенитета на демилитаризираните зони. Спорните въпроси на Йорданско-израелската смесена помирителнa комисия – НКЛМАС (на англ. Hashemite Kingdom of Jordan/Israel Mixed Armistice Commission или HKJIMAC) са посветени главно на поделянето на Йерусалим, израелския анклав на хълма Скопий, на Латрун, арабско навлизане отвъд демаркационната линия, разделяща двете държави и многобройните израелските военни нахлувания в йорданската територия Неприятностите скоро ескалират със зачестилите нахлуванията на арабски бежанци в израелските територии, последвани от вълни от репресии и заплахи от страна на израелците, което води до напрежение по границите. Нахлуванията на палестинци първоначално са от невъоръжени групи, опитващи се да си възвърнат част от вещите, да оберат реколтата си или просто да посетят свои близки; по-късните нахлувания са от въоръжени лица, докато не се стига до малки ответни нападения Паша Глъб (на англ. Glubb Pasha) пише:
„ Има някакъв дълбок психологически импулс, който подтиква селянина да е силно привързан към земята си и да умре на нея. Голяма част от тези нещастници са мъртви сега, убити при бране на собствените си портокали и маслини отвъд разделителната линия. Стойността на плодове често е незначителна. Ако еврейските патрули го видят той е застрелян на място. Но те ще продължат да се завръщат в своите стопанства и градини.“
Израелската инфилтрация на йорданска територия се състои в ответни нападения от военни единици като тези при Кибия (на арабски ‏قبية) и Нахалин (на арабски نحالين). Неудовлетвореността на Израел от ООН и останалите страни по договореностите води до изтеглянето им от ISMAC през 1951 г. и НКЛМАС през 1954 година. Гладкото функционирането на Израелско-ливанска смесена помирителна комисия (на англ. Israel-Lebanon Mixed Armistice Commission или ILMAC) продължава, което се дължи на по-либералното отношение на израелските патрули към завърналите се по родните си места и към нарушителите. Споровете с Египет, които достигат до забрана за Израел да използва Суецкия канал за доставки и блокират залива Акаба, отнася се към демилитаризираната зона Ел-Ауджа. От 1955 г. Египет спонсорира нападенията на палестинските федаини (от арабски фидаи – „някой, който е готов да жертва живота си в името на каузата“), което принуждава Израел да прекрати присъствието си в египетския MAC, а това от своя страна активизира нападенията в ивицата Газа и Синай. От 21 септември 1955 г. израело-египетската демилитаризирана зона е окупирана от израелски въоръжени сили, генералният секретар на ООН Даг Хамаршелд и началникът на генералния щаб на УНТСО по това време полагат огромни усилия да се гарантира изпълнението на плана за изтегляне на израелските въоръжени сили и отстраняване на египетските военни сили от забранени позиции. Член VII и VIII от GAA между Израел и Египет създава демилитаризирана зона (DMZ), разположена върху Ел Ауджа като забранява присъствието на въоръжените сили там. С тези два члена също са забранява на Египет да поддържа позиции в граничещите на запад от демилитаризирана зона територии. Те ограничават и броя на войниците и въоръжението в дефанзивните зони от двете страни на линията. Египет и Израел ясно изразяват пред генералния секретар на ООН желанието си да спазват напълно тези два члена, в рамките на връщане към пълно спазване на споразумението за примирие. Правителството на Израел дава гаранции за пълното приемане на плана от негова страна. Договореното оттегляне обаче така и не се състои.Пълното спазване на споразумението за примирие е несъвместимо с обявяването на война, а именно пълномащабното нападение над Египет през 1956 г. от британски, френски и израелски сили. Инвазията е последвана от решението на Египет от 26 юли 1956 г. да национализира Суецкия канал след оттеглянето на офертата от Великобритания и САЩ да финансират строежа на Асуанската язовирна стена. Инвазията демонстрира неспособността на УНТСО за окончателно постигане на траен мир.

### От Суецката криза до Шестдневната война
След войната от 1956 г. (често назовавана като Суецката криза),  УНТСО изиграва значителна роля в създаването на Сили за бързо реагиране на ООН (на английски United Nations Emergency Force или UNEF); до голяма степен в резултат на дипломатическите усилия на генералния секретар на ООН Даг Хамаршелд и предложението на канадския министър на външните работи Лестър Пиърсън UNEF получава група от обучени военнослужещи за мироопазващи и извънредни ситуации.Това е първият случай, при който експертната оценка на УНТСО е използвана, за да се създаде нова мисия на ООН. Приносът на УНТСО за основаването на Силите за бързо реагиране става прецедент за създаването на много мисии на ООН за в бъдеще.
След войната от 1956 г. Израел прекъсва всякакво сътрудничество и участие в израелско-египетската помирителна комисия. На 8 ноември представител на Израел уведомява генералния секретар, че неговото правителство ще изтегли войските си от Египет незабавно след сключването на споразумени с ООН със задоволителни мерки във връзка с UNEF. В резултат на това са приети договорености чрез които, без никаква промяна на правната структура или статута на УНТСО, нейните функции в ивицата Газа са поставени под оперативния контрол на UNEF. УНТСО и UNEF работят в тясно сътрудничество.
На 19 януари 1957 г. Общото събрание на ООН отбелязва, „със съжаление и загриженост неуспеха на Израел да се оттегли от египетската територия“. По-късно, на 2 февруари същата година. Съветът осъжда „неспазването на поетите от Израел ангажименти за нейното изтегляне, и призова Израел да завърши своето изтегляне незабавно“. На 6 март 1957 г. генерал Бърнс докладва на генералния секретар на ООН, че „войски на Сили за бързо реагиране на ООН позиционирани във всички лагери и населени центрове в ивицата Газа“. Поетапното изтегляне на израелските сили от ивицата Газа, с изключение на войсковата единица, разположена в лагера в Рафах, в 04:00 Гринуичко време на 7 март 1957 г. се провежда по план и без инциденти. По споразумение, обаче последните израелски войски се оттеглят в 16:00 Гринуичко време на 8 март и пълно израелско изтегляне от територията на Шарм ал Шейх става по същото време. През следващите години, Израелско-египетската комисия остава неактивна, макар че УНТСО понякога е молена да разследва инциденти, често свързани с бедуините в пустинята Негев.
През разглеждания период ливанската зона е относително спокойна, което е изненадващо, ако се вземат предвид последвалите събития в тази област. Израелско-ливанската комисия се среща редовно и развива рутина за справяне с появилите се инциденти. За разлика от Ливан, районите около Йордания и Сирия са сцена на чести и сериозни инциденти, което води до голяма активност на Йорданско-израелската и Израелско-сирийската комисии по време на техния мандат.
Около Йордания повечето проблеми възникват във връзка с незаконното преминаване на границата и по отношение на ситуацията в Йерусалим, и по-специално относно контрола на периодичните конвои за доставка на провизии за израелския анклав на хълма Скопий.
В отговор на действията, извършени от Израел в демилитаризираните зони между границите, определени от примирието между двете страни в близост до Government House в Йерусалим, Йордания подава жалба до ООН, което води приемане от Съвета за сигурност на Резолюция 127 (1958 г.) на 22 януари 1958 г. в нея се отбелязва, че състоянието на зоната се определя от разпоредбите на Израело-йорданското споразумение за примирие и че нито Израел, нито Йордания могат да се ползва със суверенитет върху която и да е част от нея. Регулирането на дейностите в демилитаризираната зона се извършва от началника на генералния щаб на УНТСО в Палестина. Въпроси, свързани със суверенитета в демилитаризираните зони никога не са били сфера, в която УНТСО може да играе ролята на арбитър, макар че, както ще бъде посочено по-долу тя е тясно свързана с аналогична ситуация в сирийския сектор.
След генерална репетиция на 17 март 1961 г. на военен парад в израелската част на Йерусалим, в която взимат участие тежко военно въоръжение, Йордания подава оплакване до комисията. На 20 март 1961 г. тя решава, че „този акт от страна на Израел е нарушение на Общото споразумение за примирие“. Помирителната комисия също осъжда акта и призова израелските власти да вземат най-строги мерки, за да предотвратят повторното нарушение на споразумението и да се въздържат за в бъдеще от внасяне в Йерусалим на всякакво оборудване, което е по-голямо от позволеното от условията на договора. Въпреки препоръките на комисията израелските власти все пак провеждат парада на 20 април 1961 г. както е предвиден първоначално. На 11 април 1961 г. Съветът за сигурност приема Резолюция 162, с която одобрява решението на MAC от 20 март 1961 г., свързани с военния парад планирани на 20 април 1961 г. в израелската част на Йерусалим, и призова Израел да се съобразят с решението на помирителната комисията. Това показва, че идеите на помирителната комисия все още имат пълната подкрепа на Организацията на обединените нации.
Според споразумението за примирие между Израел и Сирия района на езерото Хула в подножието на Голанските възвишения е демилитаризирана зона. По време на мандата на Обществото на народите в Палестина този район е трябвало да бъде част от бъдещата арабска държава. Сирийски сили окупират местността по време на примирието. Оттогава тази демилитаризирана зона е постоянен източник на инциденти, свързани с Израело-сирийската комисия. Опитите на УНТСО за ограничаване израелски селскостопански дейности за сметка на придобиване на собственост на земята от арабските жители както е по кадастралната карта на района се провалят, защото Израел отказа да приеме всяко ограничение на граждански дейности в демилитаризираната зона. Със Резолюция 92 (1951 г.) и 93 (1951 г.) приети както следва на 8 и 18 май, Съвета за сигурност призова страните да прекратят боевете и одобрява искането на началника на генералния щаб на УНТСО, израелската компания, станала причина за размириците да бъде инструктирана да преустанови всички операции в демилитаризираната зона, докато не се постигне споразумение, под надзора на председателя на комисията за продължаване на проекта. В Резолюция 111 от 19 януари 1956 г., Съветът за сигурност се занимава с конфронтация, която ескалира след намеса от страна на сирийските власти в законни израелски дейности на Галилейското езеро. Той осъжда като „по никакъв начин не е оправдава“ израелските действия, предприети в отговор на сирийската намеса под формата на нападение от израелски редовни военни сили срещу сирийската армия на сирийска територия. Съветът отбеляза също, че в нарушение с разпоредбите на Общото споразумение за примирие демилитаризираната зона е била пресечена от израелските военни сили, за да влязат в Сирия.
След продължителна военна конфронтация между страните, Съветът за сигурност отново е принуден да се намеси в изглаждане на ситуацията между Израел и Сирия. В Резолюция 171 от 9 април 1962 г. той отбеляза със задоволство, че споразумение за прекратяване на огъня е постигнато. Съвета изразява съжаление за размяната на враждебни актове от двете страни и призова съответните правителства да се съобразят с Общото споразумение за примирие и да следят за спазването на разпоредбите му. Тя определя израелското нападение на 16 – 17 март като грубо нарушение на ангажиментите, поети от правителството, и призова Израел стриктно да се въздържа от подобни действия в бъдеще. Съветът също така призова и двете страни да спазват стриктно прекратяването на огъня и специално набляга на стриктното спазване на члена на споразумението за примирие, който изключва поставянето на въоръжените сили в демилитаризирана зона, и на приложението към него, което определя лимит на въоръжените сили в отбранителни зони.
Важно е да се отбележи, че не за първи път невъоръжени служители на Организация на ООН за наблюдение на спазването на примирието в Близкия изток поемат рискове при изпълнение на задълженията си. През юни 1967 г. комендант Томас Уикъм от Ирландските въоръжени сили е застрелян в Сирия.

### От Шестдневната война до Йом Кипурската война (1967 до 1973 г.)
Периодът между Шестдневната война от юни 1967 г. и на Йом Кипурската война от октомври 1973 г., УНТСО играе жизненоважна роля като помага да се установи прекратяване на огъня и сключване на нови споразумения, които да определят новите граници между страните. Въпреки че няма промяна в мисия на УНТСО, изпълнението на първоначалната му такава става почти невъзможно с появата на новите граници, изготвени по време на преговорите за прекратяване на огъня между Израел и съответно Египет, Йордания и Сирия.
В допълнение, УНТСО не разполага със Смесени надзирателни комисии, тъй като Израел оттегля съгласието си за сключване на примирие в първоначалния му вариант. Осъзнавайки променящата се политическа ситуация, Съветът за сигурност на ООН добавя някои нови задачи към УНТСО за първите няколко месеца от примирието от 1967 г. Тя поставя наблюдателни постове по Израело-Египетския и Израело-Сирийския фронтове. Те са активни до Йом Кипурската война през октомври 1973 година. Офисите на ООН, установени в Аман и ивицата Газа (преди войната от 1967 г.) продължават да работят като лиазон офиси, въпреки че концепцията за MAC вече не отговаря на реалността.
По настояване на ливанското правителство, УНТСО създава наблюдаваща операция по ливанската граница (определена по време на примирието от 1949 г.) през пролетта на 1972 година. Благодарение на палестинската активност в Южен Ливан и потенциалните израелски репресии срещу създаването на лагери по границата, УНТСО е обезпокоена от възможен въоръжен конфликт, което оправдава допълнителните наблюдателни постове

### От Йом Кипурската война до Ливанската война от 1982 г.
В резултат на Йом Кипурската война, местоположението на постовете на наблюдатели на ООН в Близкия изток е драстично засегнато. Въпреки това, повечето мисии все още се намират на същото място и днес. В египетско-израелския сектор персонала на УНТСО е структуриран около концепцията за група от наблюдатели и е поставен под шапката на мироопазващи сили на ООН, които са разположени в района. Групата на наблюдателите в Синай е сформирана и добавена към Second United Nations Emergency Force (UNEF II). Мандата на UNEF II изтича на 24 юли 1979 г. и УНТСО остава единствената организация региона. Наблюдателите (UNMOs) са преструктурирани по новите оперативни програми, които са разположени на удобни отбранителни позиции на Синайския полуостров. Що се отнася до групата Синай, тяхното седалище се намира в Кайро (през 1993 г. то е преместено в Исмаилия, близо до ОП). На израелско-сирийската граница, УНТСО продължава своята мисия, но се регулира границата за прекратяване на огъня. Групите за наблюдение Дамаск и Голан (Сирийския сектор) са създадени в резултат на UNDOF. Тези постове са все още активни и днес.
Скоро след войната от 1973 г., участието на САЩ в УНТСО се разширява до двадесет и пет служители, шестима от които от морски пехотинци. Приблизително по същото време, руснаците правят изненадващ ход и обяви подкрепата си за УНТСО и заявяват готовност да изпратят свои наблюдатели. За да се запази балансирано присъствие на двете суперсили – руското участие е на същото ниво, както това на Съединените щати (двадесет и пет представители на мандат). След споразумението от 1973 г., броят на наблюдателите от всички страни се увеличава. В резултат на това, броят на военните от Съветския съюз и Съединените щати става тридесет и шест за всяка страна. Тъй като американските представители не се допускат в Ливан (ограничение, заложено от американския секретар на отбраната Франк Карлучи, поради заплаха за тяхната сигурност), съществува предложение за намаляване на техния брой. Респективно Русия ще трябва да отзове същия брой представители като Съединените щати. Поради продължителния дипломатически процес, това предложение не е прието от никоя от двете суперсили.

### Ливанската война от 1982 г.
Израело-ливанският конфликт започва в края на 1970 година. Този конфликт е причината за последното съществено изменение на УНТСО. След избухването на гражданската война в Ливан и израелското нахлуване в Южен Ливан (март 1978), ООН създава Временни сили на ООН в Ливан или UNIFIL (на англ. United Nations Interim Force In Lebanon). Наблюдатели на УНТСО са преобразувани в Група за наблюдение на Ливан (на англ. Observer Group Lebanon – OGL), която да подпомага UNIFIL. Септември 1982 г. е критичен момент от историята на УНТСО заради смъртта на четирима от неговите невъоръжени офицери наблюдатели от експлозия на мина в покрайнините на Бейрут, скоро след скандалното клане в Сабра и Шатила. Загиналите са един финландец, един ирландец и двама американци. С напредъка на израелските войски на север, позицията на Групата за наблюдение на Ливан е коригирана съобразно. Допълнителна задача е отредена на Израелско-ливанска смесена помирителна комисия (на англ. Israel-Lebanon Mixed Armistice Commission или ILMAC), която вече е разположена в Бейрут. Тя трябва да изпълнява и ролята на Офис на ООН за връзка в Бейрут (на англ. United Nations Liaison Office Beirut или UNLOB). Под внимателното наблюдение на главнокомандващия на УНТСО, UNLOB / ILMAC изпълняват двойна функция на седалище и лиазон офис както на УНТСО, така и на UNIFIL.

## В наши дни
Служителите на УНТСО вземат участие и в други операции по поддържане на мира. Възможността на военните наблюдатели на УНТСО за почти незабавна мобилизация, след като Съветът за сигурност създава нова операция е огромен допринасящ фактор, който за успеха на тези операции.
Военните наблюдатели са невъоръжени и те изпълняват своите задължения като наблюдават и отчитат нарушения на споразуменията за прекратяване на огъня, изтегляне на войски и други, които са релевантни за тяхната оперативна зона. Всички военни наблюдатели са опитни офицери с чин капитан или майор, принадлежащи на различни военни подразделение във въоръжените сили на своята страна.
Военните наблюдатели работят в мултинационални групи, така че всяко наблюдение или забележка, винаги да може да бъде потвърдено от поне двама наблюдатели от различни националности, като средство да се гарантира тяхната безпристрастност.
УНТСО понастоящем предоставя военни наблюдатели на три различни мисии на ООН в областта: Група за наблюдение на Ливан (на англ. Observer Group Lebanon – OGL), която оказва съдействие на ЮНИФИЛ в Южен Ливан, Група за наблюдение Голан (на англ. Observer Group Golan – OGG), която подкрепя UNDOF в Голанските възвишения и Групата за наблюдение на Египет (на англ. Observer Group Egypt – OGE) в Синайския полуостров.
Група за наблюдение Голан, чието седалище се намира в лагера Фауар (на англ. Faouar) в Сирия заедно с това на UNDOF. Тя е разделена на две подгрупи: Група за наблюдение Голан – Дамаск (на английски Observer Group Golan – Damascus или OGG-D), базирана в Дамаск, Сирия и Група за наблюдение Голан – Тиберия (на англ. Observer Group Golan – Tiberias или OGG-T) със седалище в Тиберия, Израел. Всяка от тях поддържа редица наблюдателни постове от всяка страна на буферната зона (на англ. Area of Separation – AOS), която е въведена като част от Споразумението за изтегляне на израелските войски от Сирия (1974 г.) след Йом Кипурската война през 1973 г. Военните наблюдатели правят проверки всеки две седмици в буферната зона, за да се потвърди, че и двете страни се придържат към ограниченията за числеността на войските и военна техника в рамките на 10, 20 и 25 км зони от нея, както е предвидено в споразумението.
Групата за наблюдение на Ливан споделя седалище заедно с Временни сили на ООН в Ливан в град Накура, Южен Ливан. Тя поддържа четири патрулни бази по „Синята линия“ (на англ. Blue Line) – демаркационна линия между Израел и Ливан.
Групата за наблюдение на Египет е базирана в град Исмаилия (на арабски: الإسماعيلية) на западния бряг на Суецкия канал. Тя провежда патрули на къси и дълги разстояния в Синайския полуостров.

## Главнокомандващи на УНТСО
| Начало на мандата | Край на мандата | Име                 | Ранг              | Държава       |
| ----------------- | --------------- | ------------------- | ----------------- | ------------- |
| Май 1948          | Юли 1948        | Count Thord Bonde   | Полковник         | Швеция        |
| Юли 1948          | Септември 1948  | Åge Lundström       | Генерал-майор     | Швеция        |
| Септември 1948    | Юни 1953        | William E. Riley    | Генерал-лейтенант | САЩ           |
| Юни 1953          | Септември 1954  | Vagh Bennike        | Генерал-майор     | Дания         |
| Август 1954       | Ноември 1956    | E.L.M. Burns        | Генерал-лейтенант | Канада        |
| Ноември 1956      | Март 1958       | Byron V. Leary      | Полковник         | САЩ           |
| Март 1958         | Юли 1960        | Carl C. von Horn    | Генерал-лейтенант | Швеция        |
| Юли 1960          | Декември 1960   | R.W. Rickert        | Полковник         | САЩ           |
| Януари 1961       | Май 1963        | Carl C. von Horn    | Генерал-лейтенант | Швеция        |
| Май 1963          | Юли 1970        | Odd Bull            | Генерал-лейтенант | Норвегия      |
| July 1970         | October 1973    | Ensio Siilasvuo     | Генерал-лейтенант | Финландия     |
| Октомври 1973     | Март 1974       | Richard Bunworth    | Полковник         | Ирландия      |
| Март 1974         | Август 1975     | Bengt Liljestrand   | Генерал-майор     | Швеция        |
| Септември 1975    | Декември 1975   | Keith D. Howard     | Полковник         | Австралия     |
| Януари 1976       | Март 1978       | Emmanual A. Erskine | Генерал-майор     | Гана          |
| Април 1978        | Юни 1979        | William O'Callaghan | Генерал-лейтенант | Ирландия      |
| Юни 1979          | Януари 1980     | O. Forsgren         | Полковник         | Швеция        |
| Февруари 1980     | Февруари 1981   | Erkki R. Kaira      | Генерал-майор     | Финландия     |
| Февруари 1981     | Май 1986        | Emmanuel Erskine    | XXXXX             | Гана          |
| Май 1986          | ЮНИ 1987        | William O'Callaghan | Генерал-лейтенант | Ирландия      |
| Юни 1987          | Октомври 1990   | Martin O. Vadset    | Генерал-лейтенант | Норвегия      |
| Октомври 1990     | Октомври 1992   | Hans Christensen    | Генерал-майор     | Финландия     |
| Октомври 1992     | Декември 1993   | Krisna Thapa        | Генерал-майор     | Непал         |
| Декември 1993     | Април 1994      | John Fisher         | Полковник         | Нова Зеландия |
| Април 1994        | Юни 1995        | Luc Bujold          | Полковник         | Канада        |
| Юни 1995          | Септември 1995  | Jaakko Oksanen      | Полковник         | Финландия     |
| Октомври 1995     | Март 1998       | Rufus Kupolati      | Генерал-майор     | Нигерия       |
| Април 1998        | Март 2000       | Tim Ford            | Генерал-майор     | Австралия     |
| Април 2000        | Март 2002       | Franco Ganguzza     | Генерал-майор     | Италия        |
| Март 2002         | Септември 2004  | Carl Dodd           | Генерал-майор     | Ирландия      |
| Ноември 2004      | Ноември 2006    | Clive Lilley        | Генерал-майор     | Нова Зеландия |
| Ноември 2006      | Февруари 2008   | Ian Gordon          | Генерал-майор     | Австралия     |
| Февруари 2008     | Април 2011      | Robert Mood         | Генерал-майор     | Норвегия      |
| Май 2011          | Юни 2013        | Juha Kilpiä         | Генерал-майор     | Финландия     |
| Юли 2013          | -               | Michael Finn        | Генерал-майор     | Ирландия      |

## Препратки/Източници/Бележки
1. ↑  UN Doc A/RES/186 (S-2) 14 May 1948 Архив на оригинала от 2001-11-12 в Wayback Machine. Appointment and terms of reference of a United Nations Mediator in Palestine
2. ↑  UN Security Council Resolution 50 UN Doc S/RES/50 (1948) S/801 29 May 1948
3. ↑  UN Doc S/RES/73 (1949) S/1376, II 11 August 1949 Архив на оригинала от 2001-11-30 в Wayback Machine. UN Security Council Resolution 73
4. ↑  Fifty U.N. Guards to go to Palestine UN Press Release UN Doc PAL/189 17 June 1948
5. ↑   Press Release UN Doc PAL/208 6 July 1948 UN Military Observer in Palestine Fatally Hurt While Investigating Report of Truce Violation; Another Observer Wounded, архив на оригинала от 23 ноември 2001, https://web.archive.org/web/20011123213109/http://domino.un.org/UNISPAL.NSF/9a798adbf322aff38525617b006d88d7/1e4b77d37a10513885256a5b00507a8b!OpenDocument, посетен на 9 юли 2013
6. ↑  Truce Effective from Friday, 11 June 1948 at 6:00 o'clock in the morning, GMT. UN Doc S/830 9 June 1948[неработеща препратка]
7. ↑   U.N. Personnel Withdraws from Palestine, UN Press Release UN Doc PAL/210 8 July 1948, архив на оригинала от 23 ноември 2001, https://web.archive.org/web/20011123193331/http://domino.un.org/UNISPAL.NSF/9a798adbf322aff38525617b006d88d7/48176420372f93ef85256a5b005202a5!OpenDocument, посетен на 9 юли 2013
8. ↑   54 (1948). Security Council Resolution 54 of 15 July 1948 UN Doc S/902, архив на оригинала от 12 март 2001, https://web.archive.org/web/20010312100817/http://domino.un.org/unispal.nsf/9a798adbf322aff38525617b006d88d7/2e2bcb7cbafd9b70852560c2005b5eec!OpenDocument, посетен на 9 юли 2013
9. ↑  CHIEF OF UN PALESTINE MISSION HOLD ISRAEL RESPONSIBLE FOR ATTACK ON UN MEDIATOR AND OBSERVER. Press Release PAL/292 of 18 September 1948. UNITED NATIONS. Department of Public Information, Press and Publications Bureau, Lake Success, New York Архив на оригинала от 2011-06-04 в Wayback Machine..
10. ↑   Permanent Observer Mission of Palestine to the United Nations. Summary of Security Council Resolutions on Palestine since 1948., архив на оригинала от 13 май 2009, https://web.archive.org/web/20090513130914/http://www.un.int/palestine//SCresSummary.shtml, посетен на 9 юли 2013
11. ↑  UNDoc S/Res/73 (1949) Архив на оригинала от 2001-11-30 в Wayback Machine. Mediator relieved of responsibility
12. ↑  UN press release PKO/181[неработеща препратка]
13. ↑  'A vote was taken by roll-call. The result of the vote was as follows:
In favour: Australia, Belgium, Bolivia, Brazil, Byelorussian Soviet Socialist Republic, Canada, Costa Rica, Czechoslovakia, Denmark, Dominican Republic, Ecuador, France, Guatemala, Haiti, Iceland, Liberia, Luxembourg, Netherlands, New Zealand, Nicaragua, Norway, Panama, Paraguay, Peru, Philippines, Poland, Sweden, Ukrainian Soviet Socialist Republic, Union of South Africa, Union of Soviet Socialist Republics, United States of America, Uruguay, Venezuela.
Against: Afghanistan, Cuba, Egypt, Greece, India, Iran, Iraq, Lebanon, Pakistan, Saudi Arabia, Syria, Turkey, Yemen. Abstained: Argentina, Chile, China, Colombia, El Salvador, Ethiopia, Honduras, Mexico, United Kingdom, Yugoslavia.
The report was adopted by 33 votes to 13, with 10 abstentions.'
Hundred And Twenty-Eighth Plenary Meeting Un Doc A/Pv.128 29 November 1947 Архив на оригинала от 2008-05-19 в Wayback Machine.
14. ↑   Resolution 181 (II). Future government of Palestine A/RES/181(II)(A+B) 29 November 1947, архив на оригинала от 25 декември 2008, https://web.archive.org/web/20081225144011/http://domino.un.org/unispal.nsf/5ba47a5c6cef541b802563e000493b8c/7f0af2bd897689b785256c330061d253%21OpenDocument, посетен на 6 юли 2013
15. ↑   Plan Of Partition With Economic Union Annex A to resolution 181 (II) of the General Assembly, dated 29 November 1947, архив на оригинала от 19 май 2008, https://web.archive.org/web/20080519065716/http://domino.un.org/unispal.nsf/9a798adbf322aff38525617b006d88d7/164333b501ca09e785256cc5005470c3!OpenDocument, посетен на 6 юли 2013
16. ↑  City of Jerusalem Boundaries Proposed Annex B to resolution 181 (II) of the General Assembly, dated 29 November 1947 //    Архивиран от оригинала на 2008-05-19. Посетен на 2013-07-06.
17. ↑  Security Council Resolution 42 (1948). of 5 March 1948 UN Doc S/691[неработеща препратка]
18. ↑   Draft statute for the City of Jerusalem UN Doc T/RES/32(II) 10 March 1948, архив на оригинала от 12 ноември 2001, https://web.archive.org/web/20011112061158/http://domino.un.org/UNISPAL.NSF/9a798adbf322aff38525617b006d88d7/1beec0af6e55ee30052565ca0079ec55!OpenDocument, посетен на 6 юли 2013
19. ↑  Second Session Statute For The City Of Jerusalem Draft Prepared By The Trusteeship Council UN Doc T/118/Rev.2 21 April 1948[неработеща препратка]
20. ↑   Security Council Resolution 43 (1948). of 1 April 1948 UN Doc S/714, I, архив на оригинала от 23 ноември 2001, https://web.archive.org/web/20011123194437/http://domino.un.org/UNISPAL.NSF/9a798adbf322aff38525617b006d88d7/676bb71de92db89b852560ba006748d4!OpenDocument, посетен на 6 юли 2013
21. ↑   Security Council Resolution 44 (1948). of 1 April 1948 UN Doc S/714, II, архив на оригинала от 9 ноември 2001, https://web.archive.org/web/20011109225240/http://domino.un.org/UNISPAL.NSF/9a798adbf322aff38525617b006d88d7/1b13eb4af9118629852560ba0067c5ad!OpenDocument, посетен на 6 юли 2013
22. ↑   Security Council Resolution 46 (1948). of 17 April 1948 UN Doc S/723, архив на оригинала от 25 ноември 2008, https://web.archive.org/web/20081125211150/http://domino.un.org/unispal.nsf/fd807e46661e3689852570d00069e918/9612b691fc54f280852560ba006da8c8!OpenDocument, посетен на 6 юли 2013
23. ↑   Draft Trusteeship Agreement For Palestine: Working Paper Circulated By The United States Delegation UN Doc A/C.1/277 20 April 1948, архив на оригинала от 12 март 2001, https://web.archive.org/web/20010312074152/http://domino.un.org/unispal.nsf/9a798adbf322aff38525617b006d88d7/6e8713b260aba5ee80256473004a2b37!OpenDocument, посетен на 6 юли 2013
24. ↑  Protection of the city of Jerusalem and its inhabitants: appointment of a Special Municipal Commissioner UN Doc 1/A/RES/187 (S-2) 6 May 1948[неработеща препратка]
25. ↑   General Progress Report and Supplementary Report of The United Nations Conciliation Commission for Palestine Covering the period from 11 December 1949 to 23 October 1950, архив на оригинала от 6 юни 2007, https://web.archive.org/web/20070606212650/http://domino.un.org/unispal.nsf/9a798adbf322aff38525617b006d88d7/93037e3b939746de8525610200567883%21OpenDocument, посетен на 6 юли 2013
26. ↑  Concerning Alleged Military Operations By Israeli Forces In The Southern Negev UN Doc S/1285 12 March 1949[неработеща препратка]
27. ↑  The Ethnic Cleansing of Palestine by Ilan Pappé p. 193
28. ↑  A Report Dated 12 February 1950 From The Chief Of Staff Of The Truce Supervision Organization In Palestine To The Secretary-General On The Activities Of The Mixed Armistice Commissions[неработеща препратка]
29. ↑  UN Security Council Resolution 100 of 27th October 1953 (UN Doc S 3182)
30. ↑  Letter dated 25 February 1960 from the representative of Israel to the President of the Security Council (S/4271) 25 February 1960[неработеща препратка]
31. ↑  Jerusalem Area And Protection Of The Holy Places UN Doc T/681 1 June 1950[неработеща препратка]
32. ↑  Commander E H Hutchison USNR „Violent Truce: A Military Observer Looks at the Arab-Israeli Conflict 1951 – 1955“
33. ↑  E H Hutchison „Violent Truce“ p.xxvi
34. ↑  Israel's Border Wars, 1949 – 1956: Arab Infiltration, Israeli Retaliation, and the Countdown to the Suez War... By Benny Morris p. 38.
35. ↑  Israel's Border Wars, 1949 – 1956: Arab Infiltration, Israeli Retaliation, and the Countdown to the Suez War ... By Benny Morris p. 37
36. ↑   CoS Vagn Bennike’s UNTSO Report UN Doc S/PV.630 27 October 1953, архив на оригинала от 9 февруари 2008, https://web.archive.org/web/20080209192923/http://domino.un.org/unispal.nsf/9a798adbf322aff38525617b006d88d7/017eefb458011c9d05256722005e5499%21OpenDocument, посетен на 6 юли 2013
37. ↑   CoS UNTSO’s Report UN Doc S/3251 25 June 1954, архив на оригинала от 30 ноември 2001, http://webarchive.loc.gov/all/20011130020854/http://domino.un.org/unispal.nsf/9a798adbf322aff38525617b006d88d7/e7f2011e251d236105256728005b8174%21opendocument, посетен на 6 юли 2013
38. ↑  Israel's Border Wars, 1949 – 1956: Arab Infiltration, Israeli Retaliation, and the Countdown to the Suez War ... By Benny Morris p. 39.
39. ↑  UN Security Council Resolution 95 UN Doc S/RES/95 (1951) S/2322 1 September 1951 //    Архивиран от оригинала на 2001-11-23. Посетен на 2013-07-06.
40. ↑   CoS UNTSO’s Report UN Doc S/2194 13 June 1951, архив на оригинала от 12 март 2001, https://web.archive.org/web/20010312065238/http://domino.un.org/unispal.nsf/9a798adbf322aff38525617b006d88d7/033898feb68c1d4b802564d60031db02!OpenDocument, посетен на 6 юли 2013
41. ↑  UN Security Council Draft Resolution S/3188 19 March 1954[неработеща препратка]
42. ↑   Yearbook of the United Nations 1956, архив на оригинала от 19 май 2008, https://web.archive.org/web/20080519071223/http://domino.un.org/unispal.nsf/9a798adbf322aff38525617b006d88d7/07b20c5327e7a152852562ce0075c0b0%21OpenDocument, посетен на 6 юли 2013
43. ↑   GA Resolution UN Doc A/RES/1001 (ES-I), архив на оригинала от 11 февруари 2007, https://web.archive.org/web/20070211183246/http://domino.un.org/unispal.nsf/85255db800470aa485255d8b004e349a/14bcd994ee8f6558852560df0067939d!OpenDocument, посетен на 6 юли 2013
44. ↑   General Assembly Resolution 1000 (ES-I)UN Doc A/RES/1000 (ES-I) of 5 November 1956 Establishment of the UNEF, архив на оригинала от 19 май 2008, https://web.archive.org/web/20080519151621/http://domino.un.org/unispal.nsf/9a798adbf322aff38525617b006d88d7/4357c71acd47f4af852560df006762d9!OpenDocument, посетен на 6 юли 2013
45. ↑  Norman G. Finkelstein alludes to Brian Urquhart's memoir, A Life in Peace and War (ISBN 0-06-015840-9), where Urquhart, describing the aftermath of the 1956 Suez Crisis, recalls how Israel refused to allow the UNEF to be stationed on the Israeli side of the line, and labels the Israeli rejection as a „grave weakness for a peacekeeping force.“ (Finkelstein 2003:277)
46. ↑   GA Resolution 1123 (XI)UN Doc A/RES/1123 (XI) 19 January 1957, архив на оригинала от 23 ноември 2001, https://web.archive.org/web/20011123182513/http://domino.un.org/UNISPAL.NSF/9a798adbf322aff38525617b006d88d7/eb02f38641ed92b1852560df00698b20!OpenDocument, посетен на 6 юли 2013
47. ↑  UNEF Deployment in Gaza UN Doc Map 979[неработеща препратка]
48. ↑   Report of the Secretary-General in pursuance of resolutions I and II adopted by the General Assembly on 2 February 1957 (A/RES/460 and A/RES/461) UN Doc A/3568 8 March 1957, архив на оригинала от 25 ноември 2001, https://web.archive.org/web/20011125085112/http://domino.un.org/UNISPAL.NSF/9a798adbf322aff38525617b006d88d7/d615b449fa8199330525660b006c1ec3!OpenDocument, посетен на 6 юли 2013
49. ↑   SC Resolution 127 (1958) on 22 January 1958 UN Doc S/RES/127 (1958) S/3942 22 January 1958, архив на оригинала от 12 февруари 2007, https://web.archive.org/web/20070212175915/http://domino.un.org/unispal.nsf/9a798adbf322aff38525617b006d88d7/214d962856e7c80b85256c070053d970!OpenDocument, посетен на 6 юли 2013
50. ↑   Security Council Resolution 162 (1961) of 11 April 1961 UN Doc S/4788, архив на оригинала от 19 май 2008, https://web.archive.org/web/20080519061506/http://domino.un.org/unispal.nsf/9a798adbf322aff38525617b006d88d7/744f69a58c45361a852560c20074b1f5!OpenDocument, посетен на 6 юли 2013
51. ↑   irishmedals.org, архив на оригинала от 7 септември 2010, https://web.archive.org/web/20100907050050/http://irishmedals.org/gpage7.html, посетен на 6 юли 2013
52. ↑   www.militarychaplaincy.ie, архив на оригинала от 18 декември 2007, https://web.archive.org/web/20071218231455/http://www.militarychaplaincy.ie/UN_roll/index.html, посетен на 6 юли 2013
53. ↑  UPI, (The New York Times), 26 September 1982 (Late City Final Edition, Section 1, Page 22
54. ↑  Norwegian to head UN observers in the ME //  The Norway Post.   14 януари 2009.  Архивиран от оригинала. Посетен на 6 април 2012.
55. ↑  Ban appoints Irish major general to head up UN’s oldest peacekeeping mission //  UN News Centre.   18 юни 2013. Посетен на 19 юни 2013.